# اوغور اینسمن
اوغور اینسمن (انگلیسی: Uğur İnceman؛ زادهٔ ۲۵ مهٔ ۱۹۸۱) بازیکن فوتبال اهل ترکیه است.
از باشگاه‌هایی که در آن بازی کرده‌است می‌توان به باشگاه فوتبال بشیکتاش، باشگاه فوتبال آلمانیا آخن، باشگاه فوتبال گروتر فورث، باشگاه فوتبال قونیه‌اسپور، باشگاه فوتبال مانیسااسپور، باشگاه فوتبال آنتالیااسپور، باشگاه فوتبال رودا جی‌سی کرکراد، و باشگاه فوتبال سن پائولی اشاره کرد.
وی همچنین در تیم‌های ملی فوتبال زیر ۲۱ سال ترکیه، Turkey B national football team، و ترکیه بازی کرده‌است.